# Vendla Sofia Mannerheim
Vendla Sofia Mannerheim (née von Willebrand le 6 mai 1779 et morte le 29 octobre 1863) est une comtesse finlandaise.

## Biographie
Vendla Sofia Mannerheim est la fille de Ernst Gustaf von Willebrand.
En 1796, elle épouse Carl Erik Mannerheim.